# Leandro Romagnoli
Leandro Atilio Romagnoli (Buenos Aires, 17 de marzo de 1981) es un exfutbolista y entrenador argentino que jugaba como mediocampista ofensivo. Actualmente dirige a San Martín de San Juan.
Desarrolló la mayor parte de su carrera en San Lorenzo, siendo el jugador con más títulos obtenidos en la historia del club y considerado como el máximo ídolo de la institución.
Como futbolista profesional, fue campeón de la Copa Libertadores, la Copa Mundial Sub-20, la Primera División de Argentina, la Copa Sudamericana, la Copa Mercosur, la Copa de Portugal y la Supercopa de Portugal. A su vez, fue internacional con la Selección Argentina bajo la conducción de Marcelo Bielsa. Además, entra en el top 30 máximos asistidores de la historia del fútbol. 
Su estilo de juego se centró en el regate y el pase, siendo uno de los futbolistas con más asistencias contabilizadas en la historia del fútbol. Si bien comenzó como un 10 clásico argentino, terminó su carrera jugando como volante por las bandas (posición con la que obtuvo la mayor parte de sus títulos con San Lorenzo y Sporting de Lisboa). Anunció su retirada como jugador profesional el 6 de junio de 2018, convirtiéndose a la vez en el nuevo mánager del club porteño.

## Carrera como jugador

### Inicios futbolísticos
Romagnoli, alentado por su padre, un exfutbolista, empezó a jugar en un típico club de barrio como lo era el Club Franja de Oro. Su madre Rita, aconsejada por el entonces director técnico Clemente Toto Bergh, lo llevó al Club Atlético San Lorenzo de Almagro. Así, los sábados, militaba en Franja de Oro y los domingos en el Club Atlético San Lorenzo de Almagro. Comenzó a avanzar en las inferiores de San Lorenzo. 
De a poco empezó a hacerse reconocer, a tal punto que en la sexta división de inferiores del club, conocería a un Oscar Ruggeri ya retirado, quién tiempo después sería técnico de San Lorenzo.

### San Lorenzo (1998-2004)

#### Debut y comienzos
Precisamente, con Oscar Ruggeri como director técnico, el «Pipi» debutó profesionalmente el 13 de diciembre de 1998, con tan solo 17 años de edad en la primera de San Lorenzo de Almagro. El instante en que lo llamaron desde la primera del equipo de Boedo significó un hecho de gran importancia para Romagnoli. En ese momento se encontraba en un selectivo de tercera. Como faltaba una fecha para que el Torneo Apertura 1998 finalizara, muchos de los futbolistas que eran titulares ya se encontraban de vacaciones por el hecho de que el equipo no disputaba nada importante. Por esta razón Ruggeri, que recientemente había asumido la dirección del Club Atlético San Lorenzo de Almagro, citó a muchos jóvenes de la tercera división de inferiores para concentrar en primera. Entre ellos, se encontraba el talentoso enganche. Recordaría Leandro Atilio sobre ese momento: «Era un grupo de veinticinco jóvenes. Cuando comunicó que yo iba estar entre los dieciséis que iban a formar parte del partido frente a Racing, la verdad no lo podía creer. Era el último jugador que confirmó en el banco».
En 1999, ya era una opción fija en el equipo. Con una actuación más que destacable de Leandro, San Lorenzo finalizó tercero en el Torneo Clausura de ese año y llegó a las semifinales de la Copa Mercosur, dejando el camino a Corinthians, Boca Juniors, São Paulo, y Universidad Católica. En el 2000 disputó, por primera vez, la Copa Libertadores de América. El debut en el torneo continental no sería bueno, ya que su equipo se vería eliminado en fase de grupos. De todas formas, gracias a un sobrio desempeño en el ámbito local, San Lorenzo clasifica nuevamente al certamen de la mano de Romagnoli. 

#### Primer título
El 2001 de Leandro comienza con un hecho que cambiaría el destino del equipo: La renuncia de Ruggeri, que tras un conflicto con el presidente del club, Fernando Miele, decidió dar un paso al costado. En su reemplazo, Manuel Pellegrini tomo la dirección técnica del equipo, y los resultados no se harían esperar. Con un protagonismo notable de la dupla Romeo-Romagnoli, San Lorenzo se afianzo como candidato y consiguió una racha de victorias récord que lo llevaron a ganar el Clausura 2001. Esta fue la mejor campaña en torneos cortos de la historia del fútbol argentino, registrando once victorias consecutivas y 47 puntos. El 10 fue la figura de este torneo, siendo el segundo goleador del equipo, con 5 tantos, y uno de los máximos asistidores del campeonato.

#### Éxito internacional
En paralelo con la gloria conseguida a nivel local, el equipo no había tenido un buen desempeño en las copas internacionales: Había sido eliminado por segundo año consecutivo en la etapa de grupos de la Copa Libertadores. Además, la historia del club tenía una deuda que el equipo querían saldar, San Lorenzo nunca había ganado un título oficial de Conmebol. Es por eso que el objetivo de la segunda mitad de año fue la Copa Mercosur 2001, siendo el único lauro que ningún argentino había podido conseguir. En ese torneo, el «Pipi» fue clave para el funcionamiento del equipo, anotando dos goles en fase de grupos contra Olimpia y asistiendo a Bernardo Romeo y Alberto Acosta en el resto del campeonato. En la final, el título se definió por penales contra el Flamengo y Romagnoli sería el encargado de anotar el tercero, ante el arquero brasilero Julio César, quien ya había atajado las otras dos ejecuciones. Finalmente, la serie se da vuelta gracias a la actuación de Sebastián Saja y, de esta manera, consigue el primer título internacional de su carrera y el primero de la historia del club.

#### Consagración
Tras un año de éxitos con San Lorenzo y la selección sub-20, el 2002 arrancó de la peor manera. En un amistoso de verano ante Racing en Neuquén, Romagnoli chocó contra otro jugador y sufrió una rotura del ligamento de la rodilla derecha. Esta lesión lo dejaría sin jugar durante seis meses, frenando quizás el mejor momento de su carrera. Tras una larga recuperación, Leandro volvió a la titularidad, ya bajo las órdenes de Rubén Darío Insúa, y en un equipo que ya no contaba con las grandes figuras de los títulos del año pasado. Es así como tanto Romagnoli como Saja pasaron a ser los referentes del equipo, junto al ya experimentado «Beto» Acosta. Durante ese semestre, el equipo se volcó de lleno en la Copa Sudamericana del 2002, la primera edición de este título. El equipo enfrentaría a Racing en cuartos de final, definiéndose el encuentro desde el punto penal, donde Leandro metería el penal con el que San Lorenzo se adelantó en la serie, para así pasar de ronda. En semifinales superó a Bolívar y, en la final, se mediría ante Atlético Nacional. En la ida, el equipo aplastó al combinado colombiano, consiguiendo un contundente 4 a 0, y Romagnoli asistiría a Pablo Michelini y haría un gol de antaño, superando la marca de 6 jugadores y definiendo ante la floja respuesta de Edigson Velásquez. De esta manera, la final quedó liquidada y el Ciclón, al conseguir un 0 a 0 en la vuelta, consiguió su segundo título internacional. Leandro obtiene su tercer conquista con el equipo y pasa a consagrarse como un ídolo de la institución. 

#### Segunda lesión y partida
Increíblemente, en marzo de 2003, Romagnoli vuelve a lesionarse de gravedad en la rodilla derecha. De nuevo, pasar a estar sin actividad durante medio semestre y, una vez recuperado, vuelve a las canchas en 2004. El Clausura de ese años sería su último torneo en el club, ya en un equipo totalmente nuevo por las partidas de Saja y Acosta y las apariciones de Pablo Zabaleta, Ezequiel Lavezzi y Pablo Barrientos. Finalmente, ante la necesidad de cambiar de aire, es transferido a los Tiburones Rojos de Veracruz.

### Tiburones Rojos de Veracruz (2004-2006)
En 2005, Leandro firmó por los Tiburones Rojos de Veracruz de México por tres años, club que pagó 3 270 000 dólares, siendo este el fichaje más caro del fútbol mexicano en su momento. Su paso por este equipo fue muy pobre, cerrando una estadística de sólo 1 gol y 3 asistencias en 29 partidos. Sin haberse podido adaptar nunca, en enero del año siguiente dio el salto a Europa y fue nuevamente transferido.

### Sporting de Lisboa (2006-2009)
Ahora en el Sporting de Lisboa, club portugués, la opción inicial de préstamo se convierte en una compra definitiva por 1.300.000 euros.
Si bien en sus comienzos en el Sporting le costó adaptarse al ritmo y al juego físico de Europa, pronto mostraría sus dotes característicos como jugador. Romagnoli, en la temporada 2006-2007, logra su mejor rendimiento con el club de Lisboa.
En el Sporting ganó 4 títulos, 2 Copas de Portugal en el 2007 y en el 2008 y 2 Supercopa de Portugal, en los mismos años. Además, fue subcampeón de la liga portuguesa las 4 temporadas en las que jugó para los Leões. Gracias a este buen momento por el que paso el conjunto lisbonés a nivel local, participó reiteradas veces en competiciones europeas tales como la Champions League y la Copa UEFA. De esta manera, Romagnoli alrededor de su paso por Europa enfrentó a equipos de primera línea como el Barcelona de Lionel Messi, el Manchester United de Cristiano Ronaldo y el Bayern de Múnich del legendario Jurgen Klinsmann. Por Copa UEFA se midió ante la Roma de Francesco Totti y en 2008 llegó a cuartos de final de la competición siendo eliminado por el Rangers de Escocia. En 2007, fue elegido como el mejor jugador del mes de mayo de la Primeira Liga, siendo el primer argentino en lograr este reconocimiento. En 2008 empieza a tener menos apariciones debido a la explosión futbolística de João Moutinho; más la posterior aparición de Adrien Silva. Finalmente, queda relegado del equipo y decidió retornar a San Lorenzo, rechazando una oferta hecha por Fluminense que estaba en la zona de descenso del Brasileirao. 
Si bien su paso por el fútbol portugués no lo hizo despegar hacia las grandes ligas europeas, Romagnoli logró formar parte de un gran equipo que supo disputar el dominio ejercido por el Porto, conjunto que se mostraba como soberano absoluto del país ibérico desde su consagración como campeón de Europa en 2004, y borró de la discusión, por un tiempo, al Benfica, el segundo equipo más galardonado de la Primeira Liga.

### Retorno a Club Atlético San Lorenzo de Almagro (2009-2017)

#### 2009-2010
En 2009, el Sporting de Lisboa contrata al chileno, Matías Fernández, quedando Romagnoli completamente marginado del equipo. Esta será la razón por la cual se desvincularía del club, para luego incorporarse a la institución futbolística que lo vio nacer, San Lorenzo de Almagro.
Si bien se escuchaban algunos rumores que lo vinculaban con el Fluminense, Romagnoli demostró su compromiso con «el club de sus amores», y el jueves 20 de agosto es presentado como nuevo jugador de San Lorenzo, luciendo de nuevo la camiseta número 10 en su espalda.
A pesar de las tantas lesiones que acompañaban al jugador, este demostró el día 2 de septiembre de 2009, que parte de la gran técnica que había lucido hace años no se veía afectada. Al ingresar en un partido en el segundo tiempo en el cual San Lorenzo de Almagro perdía por dos goles frente a Estudiantes de La Plata, Leandro anotaría el descuento parcial mediante un gran tiro desde afuera del área; dicho partido terminaría en un empate en 2.
Tuvo, en ese mismo partido, una participación en el gol del empate, que sería anotado por Sebastián González.

#### 2011-2012
En medio de un mal clima en el club de Boedo, resultado de las malas campañas anteriores, llevaron al equipo a pelear por un lugar para permanecer en la Primera División del Fútbol Argentino. Resultado de este mal clima, Romagnoli fue uno de los más cuestionados, debido a su bajo rendimiento, a la seguidilla de lesiones que sufría y que no lo dejaban jugar mucho tiempo.
Hasta el partido frente a Belgrano de Córdoba, en la quinta fecha, donde Romagnoli jugó un gran segundo tiempo, y se ganó una nueva ovación del hincha de San Lorenzo.
De ahí en más, Romagnoli jugó en gran nivel todos los partidos. Con un detalle, jugó todo el torneo con la rodilla rota, y aun así, seguía demostrando que estaba en un gran nivel, y alejando cualquier rumor sobre un posible punto final a su carrera. Es por esto que los hinchas de San Lorenzo lo idolatran no solo por su juego sino también por haberse quedado en uno de los peores momentos de la institución en los últimos años.
El partido clave que tuvo San Lorenzo en este complicado momento, fue el que disputó por la fecha 16 del Clausura 2012 contra Newell's Old Boys. San Lorenzo de Almagro empezaba esa fecha en zona de descenso, y una derrota condenaría al club de Boedo a jugar la próxima temporada en la Segunda Categoría. El Ciclón empezaría perdiendo 1 a 0 con un gol que no debió ser dado que el jugador de Newell's tocó la pelota con la mano, el 2 a 0 se efectuó por un error en la defensa. Finalizó el primer tiempo y el clima era el peor, San Lorenzo estaba perdiendo por 2 goles y con un rival que no paraba de atacar. Pero el técnico en ese entonces, Ricardo Caruso Lombardi, decide mandar a todo el equipo a retroceder al rival y contra atacarlo, con los ingresos de Romagnoli y Carlos Bueno a la cabeza. A los pocos minutos de empezar el segundo tiempo, San Lorenzo tuvo un córner, que ejecutaría Romagnoli, y deriva en el gol de Emmanuel Gigliotti. Carlos Bueno estampa el 2-2 tras un gran centro de Julio Buffarini, el cual era otra de las figuras de ese San Lorenzo en descenso. Transcurría el tiempo y San Lorenzo no lograba el tercer gol. Hasta que en el minuto 44 Romagnoli se despliega con la pelota, y eludiendo a 2 rivales, logra mandar un centro con su pierna menos hábil (la zurda) y Gigliotti logra concretar de cabeza. Era el 3-2, San Lorenzo fuera del descenso y Romagnoli figura. Explotó el Nuevo Gasómetro con lágrimas en todos sus simpatizantes.
A San Lorenzo le quedaban 3 partidos más para conseguir el milagro y permanecer en la elite del Fútbol Argentino. En uno de los partidos a disputar, su rival era Tigre el cual terminaría 1-3, en dónde Romagnoli concreta un gol de tiro libre con el partido 0-2.
Contra Independiente, el partido finalizaría 0-0, este resultado ya condenaba al Ciclón, en el mejor de los casos, a jugar la Promoción o en el peor, a descender a la Segunda Categoría.
El último partido correspondiente a esa temporada, sería enfrentando a San Martín de San Juan. Esa tarde se iba a decidir si San Lorenzo jugaría la Promoción, o descendería de división.
Los resultados a esperar eran claros, el "Ciclón" debería ganar su partido, y esperar que Banfield perdiera con Colón, así el club de Boedo pasaría al Taladro y lo condenaría a la Segunda Categoría.
Las esperanzas eran grandes, el clima era bueno, los resultados se estaban dando, había gol de Colón a los pocos minutos de empezar el partido, pero San Lorenzo no lograba conquistar el gol. Hasta que llegó, pero del lado de San Martín, Gastón Caprari a los 27 minutos del primer tiempo, estaba condenando al Ciclón, pero un minuto más tarde, Carlos Bueno concreta el empate, y renueva las esperanzas de los hinchas azulgranas de permanecer en Primera División. 
A los 10 minutos del segundo tiempo, San Lorenzo tiene un córner que Romagnoli ejecuta brillantemente, así Walter Kannemann logra meter el gol que le estaba dando la posibilidad a San Lorenzo de jugar la Promoción y seguir con chances de permanecer en la élite del fútbol argentino.
El partido fue infartante, con ataques de los 2 lados. San Lorenzo necesitaba meter un gol para asegurar la victoria y, en lo peor, un gol de San Martín lo condenaría y echaría todo el esfuerzo a perder.
Hasta que en una contra, donde Romagnoli hace una larga corrida desde la mitad de cancha, elude al defensor de San Martín, y se le da un pase a Carlos Bueno, que logra concretar el 3-1 final para darle la victoria a San Lorenzo.
Mientras tanto el partido en Banfield, ya Colón lo había asegurado con un Hat-trick de Esteban Fuertes, lo que condenaba a Banfield a descender automáticamente.
Cerca de la finalización del partido, Leandro Romagnoli sale reemplazado, ganándose una ovación de todo el estadio.
Con este resultado San Lorenzo disputaría una promoción a doble partido frente a Instituto de Córdoba.
Estos no fueron fáciles, pero San Lorenzo no necesitó de Romagnoli, que sufría la mencionada lesión con la que jugó todo el torneo, por lo que el director técnico Caruso Lombardi, decidió colocarlo en el banco de los suplentes los 2 partidos.
San Lorenzo ganó en Córdoba por 2 a 0 con un doblete de Carlos Bueno y empató 1 a 1 en Buenos Aires con gol de Néstor Ortigoza de penal después del gol cordobés. Romagnoli entró finalizando el partido, con el solo hecho de recibir la ovación de la gente expectante en el estadio, la que cree que su mayor ídolo fue el causante de que San Lorenzo todavía esté jugando en la Primera División del Fútbol Argentino.

#### 2013
Romagnoli inició el año recuperándose de la lesión de la rodilla que venia trayendo desde el partido Frente a Belgrano de Córdoba por la segunda fecha del Torneo Inicial 2012. Tras una larga recuperación y mucho esfuerzo, Romagnoli volvió a las canchas el 13 de abril del 2013, ingresando en el segundo tiempo durante el partido frente a Racing, por el Torneo Final 2013, reemplazando a Gonzalo Prósperi. Aunque el partido culminaría 1-4 la gente ovacionó a Romagnoli y festejó su vuelta a las canchas.
El miércoles 16 de octubre de 2013, San Lorenzo, se midió ante Arsenal de Sarandí por la final de la Copa Argentina en Catamarca. Dicha final terminó 0-3 y con las lágrimas del ídolo, junto como con otros jugadores del plantel, mostrando así la tristeza que sentía él mismo y el plantel por el frustrado partido y la tristeza de las 30.000 personas que llevó, San Lorenzo a Catamarca.
El sábado 16 de noviembre de 2013, El «Pipi» cumplió 300 partidos con la camiseta de San Lorenzo de Almagro.
Romagnoli el 15 de diciembre de 2013 tras todo lo acontecido hasta esa fecha, iba a ser titular en el encuentro decisivo frente a Vélez Sarsfield en Liniers. El partido terminó 0-0, pero con el empate entre sí de Lanús y Newell's, San Lorenzo se consagraría campeón del Torneo Inicial 2013 y Romagnoli levantó el trofeo por el que todos los jugadores del plantel de San Lorenzo y el cuerpo técnico del equipo campeón se habían esforzado durante todo un semestre, y se desataron los festejos en la cancha de Vélez frente a la dirigencia del club y periodistas que pertenecían a medios radiales que se encargaban de cubrir el decisivo encuentro. Con este título, Romagnoli se convirtió en uno de los más ganadores de la historia de San Lorenzo de Almagro con 4 títulos.

#### 2014
Con la ida de Juan Antonio Pizzi después del campeonato conseguido, llegaría Edgardo Bauza, director técnico que lo dirigiría por primera vez en su carrera. El comienzo del dt y de Leandro no sería muy bueno ya que perdería en su debut por el campeonato con Olimpo de Bahía Blanca y por Copa Libertadores con Botafogo, ambos por 2-0.
Después de un flojo comienzo de año, iría encontrando su forma, ya que sería importante el 19 de febrero de 2014 en donde marcaría su único gol en el año y el primero del partido, en La Paternal frente a Argentinos Juniors, este se daría después de un pase de Ángel Correa. En los partidos frente a Unión Española e Independiente del Valle sería una pieza importante, pero debido a un polémico penal cobrado al final de este último partido, él, Fabricio Fontanini y Ángel Correa se irían a enfrentar con el árbitro Carlos Amarilla, en donde casi se llegó a una situación de golpes. Tras este hecho, la Conmebol resolvió suspender a los tres jugadores por cuatro partidos, salvándose solo Correa tras anotar mal el árbitro el número del jugador en el informe. Así se perdería el último partido frente a Botafogo, los eventuales octavos de final y la ida de una eventual serie de cuartos de final.
Al lograr pasar a los octavos milagrosamente después de un estupendo Ignacio Piatti, y de pasar heroicamente frente al Gremio a los cuartos. Allí Leandro volvió en la vuelta de los cuartos de final frente a Cruzeiro, allí cometería un error en donde el Cruzeiro empataría el encuentro, pero a este no le alcanzaría para dejar afuera a San Lorenzo. Durante el final de este partido, el futbolista Marcelo Martins se quejaría de una agresión de Romagnoli, en donde el árbitro pensó ver visto lo mismo. Así Romagnoli se iría expulsado, pero se apelaría esta sanción y después de mostrar varios vídeos en donde se probaba que Leandro nunca golpeó al jugador contrario, se le retiraría aquella sanción y podría jugar frente al Bolívar por las semifinales, tras el receso del Mundial de Brasil.
San Lorenzo finalizaría undécimo el Torneo Final y Romagnoli sería uno de los pocos destacados de aquel campeonato. En cambio era otro el panorama en la Copa Libertadores en donde se lo veía cada vez más fuerte a un San Lorenzo del cual no se esperó mucho en un principio. 
Por el primer partido de las semifinales frente al Bolívar, San Lorenzo mostró su mejor versión, apabullando al conjunto boliviano por 5-0 en donde Romagnoli tuvo un partido excepcional, dando la asistencia de los dos primeros goles.
El 13 de agosto de 2014 y tras una gran final, conquista la Copa Libertadores de América y logra su quinto título en el club por lo que se convirtió en el futbolista más ganador de la historia profesional del club.
Tras la final de la Copa Libertadores de América 2014, Leandro ya tenía firmado un precontrato con el equipo brasileño Bahia, pero su voluntad de jugar el Mundial de Clubes por el equipo de sus amores, hace que él junto al Ciclón paguen la rescisión de US$500.000 para que el jugador prosiga en San Lorenzo.
Después de otro flojo torneo en el cual San Lorenzo terminaría octavo, Romagnoli, disputó el Mundial de Clubes de la FIFA. En un partido contra Lanús sufrió una luxación en el brazo
izquierdo y debido a eso puso en duda su participación. Con el paso del
tiempo se recuperó y pudo jugar algunos minutos. Ingresó a los 68 minutos por Gonzalo Verón frente al Auckland City en donde hizo un par de jugadas características suyas y no mucho más. En la final frente al Real Madrid, San Lorenzo caería 2-0, el equipo liderado por Romagnoli tuvo una buena actuación y este fue una de sus principales figuras.

#### 2015
Luego de la obtención de la Copa Libertadores y su participación en el Mundial de clubes, el objetivo de San Lorenzo era conseguir otro título más para extender la racha ganadora que arrastraba desde el 2013. Al haberse consagrado campeón del mencionado torneo continental, disputó la Recopa Sudamericana contra River Plate, que era el vigente ganador de la Copa Sudamericana. El conjunto de Romagnoli perdería el certamen, siendo derrotado en ambos finales, con un resultado global de 0-2. El pipi jugó los últimos 30 minutos del partido de ida en el Estadio Monumental y logró mejorar un tanto la imagen que había dado el equipo en el primer tiempo pero, aun así, Carlos Sánchez anotaría a los 77 minutos el único gol del partido. Romagnoli, en un estado impotente, sería expulsado en el final del partido tras una fuerte patada que le propinó a Leonel Vangioni. 
Tras perder el primer objetivo del año, el ciclón apuntaría a repetir la Copa Libertadores y ganar el torneo de Primera División. En el primer certamen quedó lejos, fue eliminado en fase de grupos por la clasificación de Corinthians y São Paulo. En el campeonato local sería otra la historia. Los dirigidos por Edgardo Bauza comenzarían con el pie derecho, estableciéndose en los primeros puestos desde un comienzo tras conseguir una victoria contra el clásico rival, Huracán, donde Romagnoli sería la figura del encuentro al anotar el gol de empate, siendo este el primero que convertiría en el clásico porteño, y además generaría el penal con el que Mauro Matos sellaría el resultado final: 3 a 1. 
Con el correr de las fechas, San Lorenzo pelearía mano a mano contra Boca Juniors por la obtención del título. El 10 azulgrana se erigiría como una de las figuras del equipo, que supo estar puntero por una gran cantidad de semanas, pero debido a un dolor en una de las rodillas debería someterse a una operación y perderse el tramo final del torneo. El rendimiento del equipo decaería notoriamente por la pérdida de su capitán y las ausencias de jugadores como Néstor Ortigoza y Pablo Barrientos y así el conjunto de Carlos Tévez finalmente tomaría provecho de esto y llegaría con una amplia ventaja al final del campeonato. Romagnoli regresaría para las fechas finales y el equipo lograría el objetivo secundario que se había planteado: ser subcampeón para clasificar a la Copa Libertadores y a la Supercopa Argentina del 2016 (que finalmente ganaría).

#### 2016
Con la llegada de Pablo Guede a la dirección técnica, Romagnoli pasaría a tener menos minutos en el primer equipo. Utilizado como una de las primeras alternativas del equipo, el enganche participó en la final de la Supercopa Argentina contra Boca Juniors, por la cual el conjunto de Boedo lograría un 4 a 0 categórico, que lo consagraría campeón por tercera vez en 3 años. Con el correr de la temporada, los dirigidos por Guede serían eliminados de la Copa Libertadores en fase de grupos y, tras competir con Godoy Cruz, clasificarían a la final del Campeonato de Primera División 2016. En dicha final, el ciclón sufriría una dura derrota con Lanús, siendo este el último partido de Pablo Guede en la dirección técnica. Para suplantarlo, arribaría el entrenador uruguayo Diego Aguirre, quien tras un buen comienzo, finalmente sería eliminado de la Copa Argentina en cuartos de final y de la Copa Sudamericana en semifinales. Romagnoli poco a poco dejaría de ser tenido en cuenta en este proceso. 

#### 2017-18
Continuando bajo la dirección técnica de Diego Aguirre, Romagnoli seguiría teniendo pocos minutos, muchas veces quedando afuera del banco, y el ciclón seguiría con un paso discreto en el torneo local (terminaría séptimo y fuera de la Copa Libertadores 2018) y la continuidad del entrenador charrúa dependería de la actuación del equipo en la Libertadores 2017. En cuartos de final y por penales, San Lorenzo tropezaría de nuevo con el conjunto granate, concluyendo así el mandato de Aguirre en el club. Con el interinato de Claudio Biaggio, Leandro tendría más minutos en el equipo. Luego del término de la Superliga, El Pipi anunció su posible retiro. Finalmente, lo hizo el día 6 de junio, para ocupar el cargo de Mánager de San Lorenzo.

## Selección nacional

### Selección Sub-20
Fue campeón Sub-20 del mundial realizado en Argentina en el año 2001, luciendo el número 10 en la espalda de su camiseta, en un equipo donde se encontraban jugadores de la talla de: Fabricio Coloccini (compañero en San Lorenzo en ese momento), Nicolás Burdisso, Andrés D´Alessandro, Maxi Rodríguez, Javier Saviola, Mauro Rosales, Leonardo Ponzio, entre otros jugadores. En ese seleccionado nacional dirigido por José Pekerman, Romagnoli tuvo una gran participación y fue uno de los jugadores de mayor importancia en la obtención de la Copa Mundial Sub-20 2001. Anotaría 2 dos goles a lo largo de dicha competición: uno en fase de grupos, en el partido frente a Egipto, tras una buena asistencia de Maxi Rodríguez (sería el quinto gol, de un partido que terminaría favorable para Argentina por siete tantos contra 1); el otro gol lo anotaría en los octavos de final de la copa (enfrentando a Paraguay), en el cual recibe una gran asistencia de D´Alessandro para definir de manera brillante (punteándola por encima del arquero), consiguiendo el tercer gol de ese partido que ganaría Argentina por cinco tantos contra cero. También asistió a Diego Colotto en lo que sería el primer gol de la final ante la selección de Ghana.
| Competición         | Sede      | Resultado | Partidos | G | A |
| ------------------- | --------- | --------- | -------- | - | - |
| Copa Mundial Sub-20 | Argentina | Campeón   | 7        | 2 | 3 |

### Selección absoluta
En enero de 2003, tras ganar la primera edición de la Copa Sudamericana, fue convocado por Marcelo Bielsa para participar de una gira internacional de 3 partidos en Estados Unidos y Honduras. "Si bien en los últimos partidos terminé bastante entero y con buen ritmo, sinceramente no me la esperaba. Pero bueno, por suerte se dio y ahora hay que ponerse las pilas porque siempre quiero más. Aunque soy consciente de que acá hay muchos buenos jugadores. Por eso, me da risa cuando dicen que esta es una Selección B." aseguraba el enganche argentino al enterarse de su citación. Utilizando la camiseta número 18, su debut con Argentina se dio ante la selección norteamericana, el 8 de febrero de 2001 en Miami. El partido culminó 1-0 a favor de la Albiceleste y Romagnoli jugaría los últimos 12 minutos del cotejo.
| Competición    | Partidos | G | A |
| -------------- | -------- | - | - |
| Amistosos FIFA | 1        | 0 | 0 |

## Carrera como entrenador

### San Lorenzo

#### Mánager - Interinato como DT - Secretaría Técnica
Después de retirarse como jugador profesional, Romagnoli fue confirmado como mánager de San Lorenzo,  el 19 de junio de 2018.

En junio de 2019 el club creo el cargo de Secretaría Técnica, integrado por un triunvirato del que formaron parte Hugo Tocalli; Alberto Acosta y el propio Romagnoli.

Luego de la salida de Diego Monarriz como entrenador de San Lorenzo, la Secretaría Técnica asumió la dirección del primer equipo, y "Pipi", se desempeñó como asistente técnico de Tocalli y lo acompañó en una serie de partidos previos a que se suspendiera el fútbol por la pandemia de coronavirus.

En mayo de 2021, tras la renuncia de Diego Dabove, asumió interinamente como entrenador de San Lorenzo. El 16 de junio, se anunció su desvinculación del club por decisión de la directiva azulgrana, que disolvió la Secretaría Técnica y reinstauró el cargo de Mánager designando a Mauro Cetto.

#### Entrenador de la reserva
Pese al despido, unos meses más tarde, fue designado como entrenador de la reserva del equipo de Boedo. El 5 de enero de 2022, asumió como entrenador del equipo de reserva, y permaneció en el cargo hasta abril de 2024. El ciclo, dejó un saldo de 99 partidos jugados, 44 ganados, 22 empatados y 33 perdidos.

#### Entrenador Principal de Primera División
El 11 de abril de 2024, después del despido de Rubén Darío Insúa, volvió a asumir de manera interina como entrenador del club azulgrana. Una semana más tarde, fue ratificado en el cargo hasta el final de la temporada 2024.Sin embargo, el 13 de octubre, presentó su renuncia al cargo después de una serie de malos resultados.

### San Martín de San Juan
El 18 de marzo de 2025, fue oficializado como entrenador de San Martín de San Juan.

## Estadísticas

### Como jugador
Actualizado al último partido disputado el 4 de mayo de 2018.
| Club                                 | Div.                | Temporada           | Liga  | Liga  | Liga   | Copas Nacionales(1) | Copas Nacionales(1) | Copas Nacionales(1) | Torneos Internacionales(2) | Torneos Internacionales(2) | Torneos Internacionales(2) | Total | Total | Total  | Media goleadora(3) |
| Club                                 | Div.                | Temporada           | Part. | Goles | Asist. | Part.               | Goles               | Asist.              | Part.                      | Goles                      | Asist.                     | Part. | Goles | Asist. | Media goleadora(3) |
| ------------------------------------ | ------------------- | ------------------- | ----- | ----- | ------ | ------------------- | ------------------- | ------------------- | -------------------------- | -------------------------- | -------------------------- | ----- | ----- | ------ | ------------------ |
| San Lorenzo Argentina                | 1.ª                 | 1998-99             | 13    | 1     | 3      | —                   | —                   | —                   | —                          | —                          | —                          | 13    | 1     | 3      | 0,07               |
| San Lorenzo Argentina                | 1.ª                 | 1999-00             | 35    | 2     | 7      | —                   | —                   | —                   | 12                         | 1                          | 2                          | 47    | 3     | 9      | 0,06               |
| San Lorenzo Argentina                | 1.ª                 | 2000-01             | 37    | 8     | 15     | —                   | —                   | —                   | 11                         | 1                          | 3                          | 48    | 9     | 18     | 0,18               |
| San Lorenzo Argentina                | 1.ª                 | 2001-02             | 9     | 3     | 2      | —                   | —                   | —                   | 11                         | 2                          | 4                          | 20    | 5     | 6      | 0,25               |
| San Lorenzo Argentina                | 1.ª                 | 2002-03             | 21    | 1     | 8      | —                   | —                   | —                   | 7                          | 1                          | 1                          | 28    | 2     | 9      | 0,06               |
| San Lorenzo Argentina                | 1.ª                 | 2003-04             | 19    | 4     | 4      | —                   | —                   | —                   | —                          | —                          | —                          | 19    | 4     | 4      | 0,21               |
| San Lorenzo Argentina                | 1.ª                 | 2004                | 18    | 3     | 6      | —                   | —                   | —                   | 3                          | 0                          | 0                          | 21    | 3     | 6      | 0,14               |
| San Lorenzo Argentina                | Total 1.ª etapa     | Total 1.ª etapa     | 152   | 22    | 45     | 0                   | 0                   | 0                   | 44                         | 5                          | 10                         | 196   | 27    | 55     | 0,14               |
| Tiburones Rojos de Veracruz · México | 1.ª                 | 2005                | 14    | 0     | 4      | —                   | —                   | —                   | —                          | —                          | —                          | 14    | 0     | 4      | 0,00               |
| Tiburones Rojos de Veracruz · México | 1.ª                 | 2005                | 15    | 1     | 4      | —                   | —                   | —                   | —                          | —                          | —                          | 15    | 1     | 4      | 0,06               |
| Tiburones Rojos de Veracruz · México | Total club          | Total club          | 29    | 1     | 8      | 0                   | 0                   | 0                   | 0                          | 0                          | 0                          | 29    | 1     | 8      | 0,03               |
| Sporting Lisboa Portugal             | 1.ª                 | 2006                | 7     | 1     | 0      | —                   | —                   | —                   | —                          | —                          | —                          | 7     | 1     | 0      | 0,14               |
| Sporting Lisboa Portugal             | 1.ª                 | 2006-07             | 23    | 1     | 4      | —                   | —                   | —                   | 1                          | 0                          | 0                          | 24    | 1     | 4      | 0,04               |
| Sporting Lisboa Portugal             | 1.ª                 | 2007-08             | 26    | 4     | 6      | 3                   | 0                   | 0                   | 11                         | 0                          | 1                          | 40    | 4     | 7      | 0,10               |
| Sporting Lisboa Portugal             | 1.ª                 | 2008-09             | 16    | 2     | 2      | 6                   | 3                   | 1                   | 5                          | 1                          | 1                          | 27    | 6     | 4      | 0,22               |
| Sporting Lisboa Portugal             | Total club          | Total club          | 72    | 8     | 12     | 9                   | 3                   | 1                   | 17                         | 1                          | 2                          | 98    | 12    | 15     | 0,12               |
| San Lorenzo Argentina                | 1.ª                 | 2009-10             | 16    | 2     | 3      | —                   | —                   | —                   | 3                          | 0                          | 0                          | 19    | 2     | 3      | 0,10               |
| San Lorenzo Argentina                | 1.ª                 | 2010-11             | 28    | 1     | 6      | —                   | —                   | —                   | —                          | —                          | —                          | 28    | 1     | 6      | 0,03               |
| San Lorenzo Argentina                | 1.ª                 | 2011-12             | 30    | 1     | 6      | 2                   | 0                   | 0                   | —                          | —                          | —                          | 32    | 1     | 6      | 0,03               |
| San Lorenzo Argentina                | 1.ª                 | 2012-13             | 10    | 1     | 4      | 2                   | 0                   | 0                   | —                          | —                          | —                          | 12    | 1     | 4      | 0,08               |
| San Lorenzo Argentina                | 1.ª                 | 2013-14             | 33    | 2     | 2      | —                   | —                   | —                   | 11                         | 0                          | 2                          | 44    | 2     | 4      | 0,04               |
| San Lorenzo Argentina                | 1.ª                 | 2014                | 8     | 0     | 4      | 1                   | 0                   | 0                   | 2                          | 0                          | 1                          | 11    | 0     | 5      | 0,00               |
| San Lorenzo Argentina                | 1.ª                 | 2015                | 17    | 1     | 4      | —                   | —                   | —                   | 7                          | 0                          | 1                          | 24    | 1     | 5      | 0,04               |
| San Lorenzo Argentina                | 1.ª                 | 2016                | 7     | 1     | 1      | 1                   | 0                   | 0                   | 5                          | 0                          | 1                          | 13    | 1     | 2      | 0,07               |
| San Lorenzo Argentina                | 1.ª                 | 2016-17             | 5     | 0     | 0      | 1                   | 0                   | 0                   | —                          | —                          | —                          | 6     | 0     | 0      | 0,00               |
| San Lorenzo Argentina                | 1.ª                 | 2017-18             | 13    | 0     | 2      | 1                   | 0                   | 0                   | 0                          | 0                          | 0                          | 14    | 0     | 2      | 0,00               |
| San Lorenzo Argentina                | Total 2.ª etapa     | Total 2.ª etapa     | 167   | 9     | 32     | 8                   | 0                   | 0                   | 28                         | 0                          | 5                          | 203   | 9     | 37     | 0,04               |
| San Lorenzo Argentina                | Total club          | Total club          | 319   | 31    | 77     | 8                   | 0                   | 0                   | 72                         | 5                          | 15                         | 399   | 36    | 92     | 0,13               |
| Total en su carrera                  | Total en su carrera | Total en su carrera | 420   | 40    | 97     | 17                  | 3                   | 1                   | 89                         | 6                          | 17                         | 526   | 49    | 115    | 0,09               |

#### Resumen según posiciones obtenidas en el CASLA
| Temporada | Primera División | Copa Argentina | Copa Libertadores | Sudamericana o Mercosur | Supercopa Argentina | Recopa Sudamericana | Mundial de Clubes |
| --------- | ---------------- | -------------- | ----------------- | ----------------------- | ------------------- | ------------------- | ----------------- |
| 1998-A    | 6.º              | -              | -                 | 1/4                     | -                   | -                   | -                 |
| 1999-C    | 3.º              | -              | -                 | -                       | -                   | -                   | -                 |
| 1999-A    | 4.º              | -              | -                 | 1/4                     | -                   | -                   | -                 |
| 2000-C    | 4.º              | -              | 1/32              | -                       | -                   | -                   | -                 |
| 2000-A    | 5.º              | -              | -                 | 1/32                    | -                   | -                   | -                 |
| 2001-C    | 1.º              | -              | 1/32              | -                       | -                   | -                   | -                 |
| 2001-A    | 5.º              | -              | -                 | 1.º                     | -                   | -                   | -                 |
| 2002-C    | 11.º             | -              | 1/32              | -                       | -                   | -                   | -                 |
| 2002-A    | 9.º              | -              | -                 | 1.º                     | -                   | -                   | -                 |
| 2003-C    | 7.º              | -              | -                 | -                       | -                   | 2.º                 | -                 |
| 2003-A    | 2.º              | -              | -                 | 1/32                    | -                   | -                   | -                 |
| 2004-C    | 9.º              | -              | -                 | -                       | -                   | -                   | -                 |
| 2009-A    | 7.º              | -              | -                 | 1/8                     | -                   | -                   | -                 |
| 2010-C    | 15.º             | -              | -                 | -                       | -                   | -                   | -                 |
| 2010-A    | 14.º             | -              | -                 | -                       | -                   | -                   | -                 |
| 2011-C    | 14.º             | -              | -                 | -                       | -                   | -                   | -                 |
| 2011-A    | 17.º             | -              | -                 | -                       | -                   | -                   | -                 |
| 2012-C    | 12.º             | 1/8            | -                 | -                       | -                   | -                   | -                 |
| 2012-I    | 11.º             | -              | -                 | -                       | -                   | -                   | -                 |
| 2013-F    | 4.º              | -              | -                 | -                       | -                   | -                   | -                 |
| 2013-I    | 1.º              | 2.º            | -                 | 1/32                    | -                   | -                   | -                 |
| 2014-F    | 11.º             | -              | -                 | -                       | -                   | -                   | -                 |
| 2013/2014 | 2.º              | -              | 1.º               | -                       | -                   | -                   | -                 |
| 2014-T    | 8.º              | 1/16           | -                 | -                       | -                   | -                   | 2.º               |
| 2015      | 2.º              | 1/8            | 1/32              | -                       | 1.º                 | 2.º                 | -                 |
| 2016      | 2.º              | 1/8            | 1/32              | 1/4                     | -                   | -                   | -                 |
| 2017      | 7.º              | 1/32           | 1/8               | -                       | -                   | -                   | -                 |
| 2018      | 3.º              | -              | -                 | 1/8                     | -                   | -                   | -                 |

#### Goles en torneos internacionales
| # | Resultados         | Resultados | Resultados | Resultados        | Lugar        | Estadio                   | Torneo              | Fecha                    | Temporada |
| - | ------------------ | ---------- | ---------- | ----------------- | ------------ | ------------------------- | ------------------- | ------------------------ | --------- |
| 1 | San Lorenzo        | 2          | 1          | Corinthians       | Buenos Aires | Estadio Pedro Bidegain    | Copa Mercosur       | 21 de octubre de 1999    | 1999      |
| 2 | Argentina          | 7          | 1          | Egipto            | Buenos Aires | Estadio José Amalfitani   | Copa Mundial Sub-20 | 20 de junio de 2001      | 2001      |
| 3 | Argentina          | 5          | 0          | Paraguay          | Buenos Aires | Estadio José Amalfitani   | Copa Mundial Sub-20 | 4 de julio de 2001       | 2001      |
| 4 | San Lorenzo        | 2          | 4          | Wilstermann       | Cochabamba   | Estadio Félix Capriles    | Copa Libertadores   | 7 de febrero de 2001     | 2001      |
| 5 | San Lorenzo        | 3          | 0          | Olimpia           | Buenos Aires | Estadio Pedro Bidegain    | Copa Mercosur       | 20 de septiembre de 2001 | 2001      |
| 6 | San Lorenzo        | 3          | 0          | Olimpia           | Buenos Aires | Estadio Pedro Bidegain    | Copa Mercosur       | 20 de septiembre de 2001 | 2001      |
| 7 | San Lorenzo        | 4          | 0          | Atlético Nacional | Medellín     | Estadio Atanasio Girardot | Copa Sudamericana   | 27 de noviembre de 2002  | 2002      |
| 8 | Sporting de Lisboa | 2          | 0          | FC Basel          | Lisboa       | Estadio José Alvalade     | Champions League    | 2 de octubre de 2008     | 2008      |

### Como entrenador
| Equipo                | Div.                | Temporada           | Liga  | Liga | Liga | Liga | Liga |       | Copa | Copa | Copa | Copa  |   | Internacional | Internacional | Internacional | Internacional | Internacional |   | Otros | Otros | Otros | Otros |    | Totales | Totales     | Totales | Totales | Totales | Totales | Totales | Totales | Totales |
| Equipo                | Div.                | Temporada           | Part. | G    | E    | P    | Pos. | Part. | G    | E    | P    | Part. | G | E             | P             | Pos.          | Part.         | G             | E | P     | Part. | G     | E     | P  | Puntos  | Rendimiento | GF      | GC      | Dif.    |         |         |         |         |
| --------------------- | ------------------- | ------------------- | ----- | ---- | ---- | ---- | ---- | ----- | ---- | ---- | ---- | ----- | - | ------------- | ------------- | ------------- | ------------- | ------------- | - | ----- | ----- | ----- | ----- | -- | ------- | ----------- | ------- | ------- | ------- | ------- | ------- | ------- | ------- |
| San Lorenzo Argentina | 1.ª                 | 2020                | 2     | 2    | 0    | 0    | 8°   | 1     | 1    | 0    | 0    | -     | - | -             | -             | -             | -             | -             | - | -     | 3     | 3     | 0     | 0  | 9/9     | 100%        | 10      | 5       | +5      |         |         |         |         |
| San Lorenzo Argentina | 1.ª                 | 2021                | -     | -    | -    | -    | -    | -     | -    | -    | -    | 3     | 2 | 0             | 1             | FG            | -             | -             | - | -     | 3     | 2     | 0     | 1  | 6/9     | 66.67%      | 6       | 2       | +4      |         |         |         |         |
| San Lorenzo Argentina | 1.ª                 | 2024                | 17    | 4    | 6    | 7    | Inc. | 3     | 1    | 1    | 1    | 6     | 2 | 2             | 2             | 1/8           | -             | -             | - | -     | 26    | 7     | 9     | 10 | 30/78   | 38.46%      | 23      | 25      | -2      |         |         |         |         |
| San Lorenzo Argentina | Total               | Total               | 19    | 6    | 6    | 7    | -    | 4     | 2    | 1    | 1    | 9     | 4 | 2             | 3             | -             | -             | -             | - | -     | 32    | 12    | 9     | 11 | 45/96   | 46.88%      | 39      | 32      | +7      |         |         |         |         |
| San Martín Argentina  | 1.ª                 | 2025-A              | 6     | 1    | 0    | 5    | 15.º | 1     | 0    | 1    | 0    | -     | - | -             | -             | -             | -             | -             | - | -     | 7     | 1     | 1     | 5  | 4/21    | 19.05%      | 1       | 8       | -7      |         |         |         |         |
| San Martín Argentina  | 1.ª                 | 2025-C              | 5     | 1    | 2    | 2    | -    | 1     | 0    | 0    | 1    | -     | - | -             | -             | -             | -             | -             | - | -     | 6     | 1     | 2     | 3  | 5/18    | 27.78%      | 5       | 8       | -3      |         |         |         |         |
| San Martín Argentina  | Total               | Total               | 11    | 2    | 2    | 7    | -    | 2     | 0    | 1    | 1    | -     | - | -             | -             | -             | -             | -             | - | -     | 13    | 2     | 3     | 8  | 9/39    | 23.07%      | 6       | 16      | -10     |         |         |         |         |
| Total en su carrera   | Total en su carrera | Total en su carrera | 30    | 8    | 8    | 14   | -    | 6     | 2    | 2    | 2    | 9     | 4 | 2             | 3             | -             | -             | -             | - | -     | 45    | 14    | 12    | 19 | 54/135  | 40%         | 45      | 48      | -3      |         |         |         |         |
| 1. 2.                 |                     |                     |       |      |      |      |      |       |      |      |      |       |   |               |               |               |               |               |   |       |       |       |       |    |         |             |         |         |         |         |         |         |         |

#### Resumen por competencias
| Torneo                        | PD | G  | E  | P  | GF | GC | Dif. | Rendimiento | Mejor Resultado  |
| ----------------------------- | -- | -- | -- | -- | -- | -- | ---- | ----------- | ---------------- |
| Primera División de Argentina | 30 | 8  | 8  | 14 | 26 | 34 | -8   | 35.56%      | 8.º lugar        |
| Copa Argentina                | 4  | 1  | 1  | 2  | 4  | 6  | -2   | 33.33%      | Octavos de final |
| Copa de la Liga Profesional   | 2  | 1  | 1  | 0  | 3  | 1  | +2   | 66.67%      | Fase de grupos   |
| Copa Libertadores             | 6  | 2  | 2  | 2  | 6  | 5  | +1   | 44.44%      | Octavos de final |
| Copa Sudamericana             | 3  | 2  | 0  | 1  | 6  | 2  | +4   | 66.67%      | Fase de grupos   |
| Total                         | 45 | 14 | 12 | 19 | 45 | 48 | -3   | 40%         | Sin Títulos      |

## Palmarés

### Como jugador

#### Campeonatos nacionales
| Título                | Club                   | Sede         | Año      |
| --------------------- | ---------------------- | ------------ | -------- |
| Primera División      | San Lorenzo de Almagro | Buenos Aires | C - 2001 |
| Copa de Portugal      | Sporting               | Oeiras       | 2006–07  |
| Supercopa de Portugal | Sporting               | Leiría       | 2007     |
| Copa de Portugal      | Sporting               | Oeiras       | 2007–08  |
| Supercopa de Portugal | Sporting               | Faro         | 2008     |
| Primera División      | San Lorenzo de Almagro | Buenos Aires | I - 2013 |
| Supercopa Argentina   | San Lorenzo de Almagro | Córdoba      | 2015     |

#### Campeonatos internacionales
| Título                       | Club                   | Sede         | Año  |
| ---------------------------- | ---------------------- | ------------ | ---- |
| Copa Mundial Sub-20          | Argentina sub-20       | Buenos Aires | 2001 |
| Copa Mercosur                | San Lorenzo de Almagro | Buenos Aires | 2001 |
| Copa Sudamericana            | San Lorenzo de Almagro | Buenos Aires | 2002 |
| Copa Libertadores de América | San Lorenzo de Almagro | Buenos Aires | 2014 |

#### Distinciones individuales
| Distinción                                                                             | Año  |
| -------------------------------------------------------------------------------------- | ---- |
| Elegido entre los 100 mejores futbolistas de la historia según Diego Maradona          | 2000 |
| Máximo asistidor de la Copa Mercosur                                                   | 2001 |
| Máximo asistidor de la Copa Sudamericana                                               | 2002 |
| Mejor jugador de mayo de la Primeira Liga                                              | 2007 |
| Primer futbolista argentino en ser nombrado jugador del mes en Portugal                | 2007 |
| Futbolista argentino con más títulos en el Sporting de Lisboa                          | 2009 |
| Jugador con más presencias en el Nuevo Gasómetro                                       | 2013 |
| Jugador con más partidos de Copa Sudamericana en San Lorenzo                           | 2013 |
| Jugador con el mayor número de títulos ganados en San Lorenzo                          | 2014 |
| Jugador con más títulos internacionales en San Lorenzo                                 | 2014 |
| Nominado a Futbolista del año en Sudamérica                                            | 2014 |
| Jugador con más partidos internacionales en San Lorenzo                                | 2015 |
| Personalidad Destacada del Deporte por la Ciudad de Buenos Aires                       | 2015 |
| Futbolista surgido de San Lorenzo con más títulos obtenidos individualmente            | 2015 |
| Elegido mejor jugador del plantel por los hinchas de San Lorenzo                       | 2015 |
| Jugador con más partidos de Copa Libertadores en San Lorenzo                           | 2016 |
| 3.er jugador con más partidos oficiales en San Lorenzo                                 | 2016 |
| Máximo ídolo de la historia de San Lorenzo según los televidentes de TyC Sports        | 2016 |
| Integrante de la formación ideal de futbolistas surgidos de San Lorenzo según Goal.com | 2016 |